# Rio do Sul (kommun)
Rio do Sul är en kommun i Brasilien.   Den ligger i delstaten Santa Catarina, i den södra delen av landet, 1 300 km söder om huvudstaden Brasília. Antalet invånare är 61 196.
Följande samhällen finns i Rio do Sul:
- Rio do Sul

I omgivningarna runt Rio do Sul växer i huvudsak städsegrön lövskog. Runt Rio do Sul är det ganska tätbefolkat, med 116 invånare per kvadratkilometer.